# Кременецький повіт (ВКЛ і I Річ Посполита)
Кременецький (крем'янецький) повіт — адміністративно-територіальна одиниця Волинського князівства, Волинської землі (від 1452) та Волинського воєводства (від 1566) Великого князівства Литовського, а з 1569 року — Речі Посполитої. Центр — місто Кременець.
Як і всі повіти у Великому князівстві Литовському і Речі Посполитій, окрім адміністративно-територіального значення, відігравав також наступні ролі:
- судового повіту — території юрисдикції ґродського або замкового суду, земського суду та підкоморського суду[1];
- податкового повіту — території, з якої збирали податки;
- військового повіту — території, з якої шляхта, що проживала довкола Кременецького замку (ґроду), несла військову службу на користь верховного володаря;
- сеймикового повіту — території, з якої шляхта збиралася на регіональні шляхетські сеймики і на яку поширювалися їхні ухвали[2]. З цього повіту на сеймик Волинського воєводства обиралися 2 посли та 1 депутат.

## Історія
У першій третині XV століття на зміну волостям на чолі з воєводами на Волині прийшли старостинські округи, які найчастіше називалися повітами, серед яких був і майбутній Кременецький повіт. Спочатку цей округ підпорядковувався луцькому великокняжому уряднику (наміснику, старості).
Кременецьким округом управляли намісники луцького старости, призначувані великим князем литовським, наділені широкими повноваженнями. Іноді трапляються також назви «окружний староста» — керівник округу (повіту) та «городовий староста» — теж керівник повіту на відміну від «негородового старости» — державця коронних маєтностей. Його резиденцією був Кременецький замок. Найраніше кременецький намісник (староста) згадується 1418 року. Ним був Конрад Франкенберг (Франкемберг), хоча у документах він також називається бургграфом, тобто комендантом Кременецького замку. З початку 1430-х років посада кременецького намісника існувала на постійній основі — імовірно, це було пов'язано з отриманням містом Кременцем 9 травня 1431 року привілея магдебурзького права.
Кременецький округ охоплював колишні Кременецьку, Стіжецьку й північну частину Меджибізької волостей. Остання з її складових, віддалена від Кременця, протягом деякого часу зберігала певну відособленість і мала окрему назву Кузьминський повіт. Окрім Кременецького повіту, у середині й другій половині XV століття в межах його майбутньої території (після 1566 року) існували схожі за своїм статусом Кузьминський, Перемильський (частково) і Полонський повіти, адміністративно підпорядковані луцькому старості; Збаразький повіт роду Несвіцьких і похідних від нього княжих родів та Заславська волость молодшого відгалуження князів Острозьких.
Після смерті останнього волинського князя Свидригайла 1452 року та остаточної ліквідації Казимиром IV Ягеллончиком Волинського князівства, Кременецький округ став частиною Волинської землі, згодом він все частіше називався повітом.
Кременецький намісник після 1529 року почав називатися старостою, його повноваження значно розширилися.
Унаслідок реформ 1564-1566 років, які були закріплені у другому Литовському Статуті (Волинському), всю територію країни було поділено на воєводства і повіти. Кременецький повіт став частиною Волинського воєводства. До його складу були включені Кузьминський, Полонський, Збаразький, частково Перемильський повіти та Заславська волость. Окрім старости, у ньому були засновані наступні уряди: маршалка, підкоморія, судді, підсудка, писаря, войського. Для одержання будь-якого з цих земських урядів у повіті потрібна була повітова осілість — наявність земельної власності та тривале проживання на його території. Був створений інститут регулярних повітових сеймиків, які стали першою інстанцією для вирішення того чи іншого питання; були внесені зміни до сеймового представництва. У роботі сеймиків брали участь усі шляхтичі, які мали земельну власність у цьому повіті. Повітові сеймики обирали кандидатів у судді до земського та підкоморського судів, а також, по два депутати від кожного повіту до вального сейму Великого князівства Литовського, пізніше — Сейму Речі Посполитої. У повіті було запроваджено земський, ґродський і підкоморський суди, ліквідовано привілеї магнатів судитися тільки великокняжим судом.
Після Люблінської унії 1569 року Кременецький повіт у складі Волинського воєводства став частиною Корони Королівства Польського.
24 червня 1765 року королівська канцелярія видала номінаційні привілеї на уряди чашника, ловчого, підчашого, підстолія, скарбника, стольника, хорунжого, мечника та войського меншого для Кременецького повіту. Існувавший до того уряд войського звідтоді почав називатися войський більший.
1772 року, після першого поділу Речі Посполитої, до Австрії відійшли південно-західна і частково західна частина Кременецького повіту з містами Збаражем, Черниховом і Лешневом загальною площею 1 095 квадратних кілометрів.
2 листопада 1791 року сейм Речі Посполитої вніс істотні зміни в повітовий поділ воєводств. Відтоді, за його ухвалою, у Волинському воєводстві мало бути шість повітів: Володимирсько-Чернігівський, Володимирсько-Новгородський, Луцький, Кременецький, Горинський і Надслуцький; повітовими центрами ставали міста Володимир, Рафалівка, Луцьк, Кременець, Рівне, Красилів. Указана адміністративно-територіальна реформа проводилась лише до перемоги Тарговицької конфедерації влітку 1792 року. Тарговицька реакція перекреслила реформаторські починання Чотирирічного сейму. Анульовано було й адміністративно-територіальну реформу, відновлено старий повітовий поділ.
1793 року, внаслідок другого поділу Речі Посполитої, до Російської імперії відійшла східна половина Волині, а західна половина залишилась за Річчю Посполитою. Кордон між двома державами пролягав, зокрема, через Кременецький повіт: із півночі на південь східніше міст Кременця, Вишнівця, західніше міст Шумська, Ямполя, Ланівців, Вишгородка.
Східна половина Волинського воєводства увійшла до складу створеного в цьому році Ізяславського намісництва (губернії) Російської імперії. Згідно з постановою Гродненського сейму землі Волинського воєводства, що залишилися у Речі Посполитій, були поділені на землі: Луцьку, Кременецьку та Поліську.
Проте, внаслідок третього поділу Речі Посполитої 1795 року, до Росії відійшла решта Кременецького повіту. З кінця 1796 року вся територія повіту адміністративно увійшла до Волинської губернії.

## Географія
Кременецький повіт був найпівденнішим повітом Волинського воєводства. На півночі він межував з Луцьким повітом, кордон проходив ламаною лінією орієнтовно від Берестечка по Стиру до впадіння в нього Пляшівки, далі по суходолу на значній відстані, по Цвітосі, поділяючи нею Заславську волость на північну і південну частини, «уверх до лесу Великого Цвету» і цим лісом до Случі, де закінчувався південніше містечка Баранівки. На заході повіт межував з Буським повітом Белзького воєводства та Львівським повітом Руського воєводства, на півдні з Летичівським і Кам'янецьким повітами Подільського воєводства та Теребовлянським повітом Руського воєводства, а на сході проходила межа з Житомирським повітом Київського воєводства здебільшого по річці Случ.
Станом на кінець 1560-х років Кременецький повіт охоплював верхів'я Стиру, Горині, Серету, Збруча, Случі й Бужка. Площа повіту за різними підрахунками становила близько 13 503 квадратних кілометрів (за вимірами О. Яблоновського), біля 13 176 квадратних кілометрів (за вимірами О. Барановича) та близько 12 543 квадратних кілометрів (за підрахунками М. Крикуна).

## Населення
Населення повіту 1629 року за підрахунками О. Барановича становило близько 203 304 осіб, за підрахунками М. Крикуна — 244 973 особи; щільність населення — 19,53 чоловік на квадратний кілометр.

## Устрій

### Адміністративно-територіальний поділ
До складу Кременецького повіту входили королівщина — Кременецьке староство з містом Кременцем, а також волості, чисельність, територія і склад яких не були постійно сталими. До староства окрім самого міста входило за Люстрацією 1628-1629 років 14 сіл, за відомостями подимного 1629 року — 19 сіл, всього налічувалося 1938 димів. О. Барановський налічує 1629 року у повіті 31 волость: Костянтинівську, Сульжинську, Базалійську, Красилівську, Заславську, Суразьку, Полонську, Остропільську, Любарську (Любартівську), Лабунську, Збаразьку, Ожиговецьку, Волочиську, Ямпільську, Грицівську, Чернихівську, Колоденську, Вишнівецьку, Вербовецьку, Рахманівську, Маначинську, Андріївську, Таразьку, Шумську, Вербську, Ляховецьку, Козинську, Почаївську, Вишгородецьку, Судилківську, Крупецьку. Він зазначає, що на той час практично кожне значне місто мало свою волость, а міста без волості, яких було досить мало, за кількістю жителів прирівнюються до сіл. Тому надалі, очевидно, з появою нових міст і зростанням населення та значення існуючих, кількість волостей у повіті збільшувалася.

### Населені пункти та їх приналежність
У другій половині XVI століття, за даними О. Яблоновського, у повіті налічувалося 25 міст: 1 королівське — Кременець, і 24 приватних: Козин, Крупець, Почаїв, Радзивилів, Вишнівець, Янушполь, Вербовець, Вишгородок, Маначин, Збараж, Колодно, Чернихів, Волочиськ, Сураж, Заслав, Базалія, Красилів, Костянтинів, Кузьмин, Остропіль, Любартів, Полонне, Лабунь, Сульжин. За даними О. Барановича, 1629 року міст було вже 39 (додалися до попереднього переліку Красний Корець, Шепетівка, Білогородка, Баранівка, Ожигівці, Гриців, Рахманів, Андріїв, Тараж, Шумськ, Ляхівці, Корниця, Ланівці, Судилків, Лешнів і Краснополь, але не був згаданий Радзивилів), у них димів 13016. Пізніше, знову ж таки, кількість міст змінювалася з появою нових — наприклад, Славути (1633); або зростанням значення та населення інших — наприклад, Чолганський Камінь (Теофіполь), Білозірка, Розтоки тощо, які у О. Барановського відзначені як села.
1583 року, за підрахунками О. Яблоновського, у повіті налічувалося близько 550 сіл. 1629 року сіл налічувалося вже 815, з них шляхетських 793 (22149 димів), 19 державних (816 димів) і 3 належних церквам (48 димів).
1629 року із загального числа 33 884 димів у повіті великим панам належали 27 031 дим, тобто 79 %. Середні землевласники володіли 8 % димів, католицькій церкві належало 98 димів, православній — 17 димів (всього церкві належало 0,3 % димів). Найбільше димів належало князю Станіславу Любомирському — 5215, князю Юрію Збаразькому — 4812, князю Домініку Заславському — 3948, князю Юрію Заславському — 3283, князю Костянтину Вишневецькому — 1277, князю Олександру Заславському — 1254, Павлу-Криштофу Сенюті — 1117 димів. Взагалі, у повіті маєтково володільчої шляхти було 196 родин, налічувалося 488 фільварків.

## Урядники земські Кременецького повіту
Земські уряди повіту з точки зору їх функціонування можна поділити на три групи — діючі (функціональні), з обмеженими функціями та титулярні.

### Діючі (функціональні) уряди
До так званих діючих або функціональних урядів належали уряди земських маршалка, підкоморія, старости, судді, підсудка та писаря.

#### Маршалок земський
Маршалок відповідав за збір шляхетського ополчення у межах Кременецького повіту. Він іменувався маршалком «його королівської милості» без повітового означення «кременецький». Першим маршалком у Кременці був Михайло Єло-Малинський. Про наступних кременецьких маршалків нічого не відомо — їх, очевидно, не було: цей уряд не вписувався до запозиченої після Люблінської унії з Корони земської ієрархії.

#### Підкоморій кременецький
Підкоморій розбирав земельні суперечки шляхти у кременецькому підкоморському суді, брав участь у розгляді справ у каптуровому суді (після 1572). До обов'язків підкоморія входило проведення розмежування спірних земель приватних шляхетських маєтків згідно з декретами й дорученнями земського суду, куди зверталися зацікавлені сторони. Він займався також розмежуванням і за відсутності конфліктної ситуації, зокрема проводив вимірювання ґрунтів, що розподілялися між спадкоємцями, фіксацію обводів під час купівлі-продажу земель тощо.

#### Кременецький староста
Староста виступав як страж і охоронець королівського замку (ґроду), який вважався його резиденцією й одночасно центром воєводства, землі або повіту; очолював ґродський суд, що головним чином розглядав кримінальні справи закріпленого за ним воєводства, землі чи повіту.
Староста міг призначати таких урядників, як підстароста, ґродський суддя та ґродський писар, які допомагали йому виконувати свої обов'язки, зокрема у ґродському суді. Усі троє — підстароста, ґродський суддя та писар — мали бути осілими людьми в повіті.
Підстароста — це намісник старости, який головував на судових засіданнях за його відсутності й загалом виконував обов'язки старости на час його від'їзду. Сам староста не часто відвідував засідання суду.
Ґродський суддя мав нести відповідальність за вироки, у разі протиправного рішення члени ґродського суду могли позиватися скривдженою стороною до великокнязівського суду. Суддя стежив за відповідністю судового процесу правовим нормам, а судовий писар вів книги записів судових справ, позовів, вироків тощо. Оскільки судових справ було багато, писарю потрібні були помічники, якими виступали підписки.

#### Урядники Кременецькогоземського суду

##### Суддя земський кременецький
Суддя земський у Кременецькому земському суді розглядав справи, що стосувалися прав осілої шляхти повіту (фактично — цивільні справи) переважно з земельних питань, окрім злочинів, які були підсудними ґродським судам.

##### Підсудок земський кременецький
Підсудок земський був намісником, а пізніше — помічником кременецького судді земського, проте незалежним від останнього. Він готував справи до розгляду у суді. Суддя та підсудок власне судили, намагалися згодитися, встановити спільне рішення.

##### Писар земський кременецький
Земський писар повинен був оформлювати вирок суду на підставі протоколу засідання, підписаного суддею або підсудком. Він повинен був вносити вироки до земських книг і після перевірки правильності суддею і підсудком видавати сторонам позову виписки. Він також готував судові повістки (позови), листи поруки тощо, вів книги суду. Всі листи і виписки, які виходили із земського суду, їхні копії, підписував писар, зокрема й позови до нього самого як відповідача. Суддя земський та підсудок радилися з писарем щодо справ чи вироків. У розпорядженні писаря знаходилася повітова печатка, яка прикладалася лише до позовів.
Список писарів земських кременецьких:
- Григорій Болбас Розтоцький (1565-1581);
- Макарій Ледуховський (1582-1610);
- Самійло Ледуховський (1612-1615);
- Олександр Болбас Розтоцький (1615-1625);
- Ян Болбас Розтоцький (1626-1650);
- Якуб (Яків) Станіслав Боженець-Єловицький (1650-1680).

Уряд був вакантним протягом 1680-1722 років.
- Адам Францішек Васілевський (1722-1761);
- Юзеф Борша Жевєцький[pl] (Джевєцький, Деревецький; 1761-1765);
- Якуб Пшибишевський[pl] (1765-1780);
- Ян Пшибишевський (1780-1792; 1793-1794);
- Фелікс Кадлубіський (писар актовий зем'янський 1792-1793; писар земський 1794-1796).

### Уряди з обмеженими функціями
До цих урядників слід віднести хорунжого, войського та городничого — для них були характерні обмежені функції, які з часом втрачали своє значення.

#### Хорунжий кременецький
Сталим обов'язком хорунжого було у війну, на період якої скликалось посполите рушення, нести хоругву попереду загону Кременецького повіту. Він надавав допомогу воєводі і каштеляну в справі збору цих загонів. Хорунжий брав участь у роботі вічового суду, повинен був з хоругвою бути присутніми на похоронах королів.
Список хорунжих кременецьких:
- Феліціян Борша Жевєцький (Джевєцький, Деревецький; 1765-1785);
- Станіслав Малаховський (1785-1788);
- Брунон Камєнський (1788);
- Войцех Августин Свєнтославський[pl] (1788-1800).

#### Войський кременецький
До компетенцій войського входив загальний нагляд за станом Кременецького повіту та управління Кременецьким замком у разі відсутності старости і земського війська, які вирушили у військовий похід у складі посполитого рушення; нагляд за обороноздатністю замку, підтримання його у належному бойовому стані, заходи по ремонту й укріпленню фортифікаційних споруд. За свою роботу войські отримували окрему платню — «войське» («війське»). На відміну від войських інших волинських повітів, кременчани часто обіймали одночасно уряд городничих.
Список войських кременецьких:
- Боговитин Петрович Шумбарський (1528);
- Гнівош Іванович Єловицький (1566);
- Іван Семенович (1567-1572);
- Федір Григорович Сенюта Ляховецький (1572-1598);
- Савин Гнівошович Єловицький (1596-1609);
- Захарій Єловицький (1609-1619);
- Данило Єловицький (1619-1641);
- Олександр Єловицький (1640-1647);
- Марціян Міхал Єловицький (1647-1669);
- Міхал Козубовський (1669-1674);
- Самуель Колатай (1674-1678);
- Ян Палуцький (1678-1699);
- Ян Александр Раціборовський (1677-1701). Він вперше був названий «войським більшим»;
- Ян Заяць (1701-1718). Під час його урядування титулувалися войськими також Станіслав Лєдуховський (1701), Адам Перетятькович (1701), Александер Стемпковський (1702), Микола Бельдовський (1703).
- Ян Сенюта Ляховецький (1718);
- Ян Станіслав Загурський (1718-1732);
- Казимир Зброжек[pl] (1732-1746). Під час його урядування войським титулувався також Микола Ледуховський (1741).
- Петро Зброжек (1746-1765);

Войські більші (з 1765 року)
- Петро Зброжек (1765-1776);
- Адам Домінік Конопацький (1776-1782);
- Каєтан Омєцінський (1782-1791). Під час його урядування войським титулувався також Антоній Жевєцький (1785);
- Францішек Омєцінський (1791-1794).

#### Городничий кременецький
Городничий допомагав кременецькому старості: стежив за збором податків (т. зв. корчомні пенязі, дякло, колода й глиняні пенязі) і відповідав за стан укріплень кременецького замку.
Список городничих кременецьких:
- Боговитин Петрович Шумбарський (1528-1538-?);
- Андрій Кунєвський (1545-1551-?);
- Богдан Лосятинський (1561-1562-?);
- Гнівош Іванович Єловицький (?-1566);
- Іван Семенович (1567-1572);
- Федір Григорович Сенюта Ляховецький (1572-1598);
- Савин Гнівошович Єловицький (?-1600-1609);
- Захарій Єловицький (1609-1629);

Уряд був вакантним протягом 1629-1638 років.
- Єремія Болбас Розтоцький (1638-1639);
- Петро Довгірд (1639-1648-?);

Принаймні, до 1667 року уряд був вакантним.
- Марціян Міхал Єловицький(?-1669);
- Самуель Бенедикт Рогала Тхоржевський (1669-1681-?);
- Ян Александер Котельніцький (?-1688-1696-?);
- NN Стжемєльський (?-1735);
- Юзеф Камінський (1735-?);
- Антоній Камінський (?-1742);
- Міхал Рогозінський (1742-1765):
- Ян Сенюта Ляховецький (1744-1781-?);
- Єжи Марцелій Омєцінський (1765-1780);
- Ян Пшибишевський (1780);
- Анджей Пшевлоцький (1780-1788);
- Марцін Пжилуський (1788-1795);
- Лукаш Ротариуш (1792-1793);
- Міхал Малинський (1793-1811).

### Титулярні уряди
До цієї групи відносилися всі інші земські уряди, які були виключно почесними, титулярними та були запроваджені 1765 року: стольник, підчаший, підстолій, чашник, ловчий, мечник, скарбник, войський менший.

#### Стольник кременецький
Список стольників кременецьких:
- Станіслав Малаховський (1765-1781);
- Войцех Пінінський (1781-1785);
- Войцех Августин Свєнтославський[pl] (1785-1788);
- Брунон Камєнський (1789-1794).

#### Підчаший кременецький
Список підчаших кременецьких:
- Міхал Бальтазар Подгорський[pl] (1765-1789);
- Якуб Камінський (1789-1797).

#### Підстолій кременецький
Список підстоліїв кременецьких:
- Феліціян Чарнецький (1765-1775);
- Каєтан Вилежинський (1783-1789);
- Павел Іґнацій Кадлубіський (1789-1792).

#### Чашник кременецький
Список чашників кременецьких:
- Мацей Лагановський (1765-1793);
- Томаш Шемьот (1793-?)/

#### Ловчий кременецький
Список ловчих кременецьких:
- Якуб Камінський (1765-1789);
- Арон Колишко[pl] (1789-1793).

#### Мечник кременецький
Список мечників кременецьких:
- Каєтан Омєцінський (1765-1782);
- Матеуш Фальковський[pl] (1782-1793);
- Фелікс Камінський (1793-1797).

#### Скарбник кременецький
Список скарбників кременецьких:
- Миколай Добжинський (1765-1773);
- Францішек Бурзинський (1773-1778);
- Тадеуш Ольшанський (1778-1790);
- Фелікс Гулевич (1790);
- Діонісій Дубецький (1790-1794). Під час його урядування скарбником титулувався також Анджей Конопацький (1792).

#### Войський менший кременецький
Список войських менших кременецьких:
- Адам Домінік Конопацький (1765-1776);
- Адам Томаш Уруський[pl] (1776-1785);
- Станіслав Костка Канський (1785-1802).